# Kenneth Dodds
Pour les articles homonymes, voir Dodds.
Kenneth Grant Dodds est un statisticien et bio-informaticien néo-zélandais travaillant sur la génomique animale. Il est reconnu internationalement pour le développement, l'adaptation et la mise en œuvre d'outils pour l'élevage du bétail.

## Formation et carrière
Kenneth Dodds étudie à l'Université d'Otago, avec un Bachelor of Science en 1981, puis il obtient son doctorat en 1986 à l'Université d'État de la Caroline du Nord sous la direction de Bruce Weir, avec une thèse intitulée «Resampling methods in genetics and the effects of family structure in genetic data».
Il travaille pour AgResearch (en).

## Travaux
Kenneth Dodds a dirigé la cartographie des gènes du bétail. Tout au long de sa carrière, il a été un leader mondial dans le développement et la combinaison de nouveaux outils statistiques avec l'analyse génétique. Ses méthodes et logiciels ont permis d'associer des régions du génome du bétail à divers traits de production.
Plus récemment, il a dirigé le développement d'outils statistiques pour l'application du séquençage de l'ADN à faible coût pour l'amélioration génétique.

## Prix et distinctions
En 2022 il reçoit la médaille Jones décernée par la Société royale de Nouvelle-Zélande, «pour son travail de développement et d'application de méthodes statistiques pour l'analyse des données génétiques permettant l'utilisation du génotypage à faible coût dans les secteurs primaire et écologique».

## Publications
- George H. Davis, Ken G. Dodds, Roger Wheeler, Nigel P. Jay (2001). Evidence That an Imprinted Gene on the X Chromosome Increases Ovulation Rate in Sheep. Biology of Reproduction. 64 (1): 216–221. DOI 10.1095/biolreprod64.1.216.